# Alois Streicher
Alois Streicher (* 1892 in München; † 1978 ebenda) war ein deutscher Maler und Zeichner.

## Leben
Streicher schrieb sich im Sommersemester 1927 für das Fach Malerei bei Angelo Jank an der Akademie der bildenden Künste ein. Er widmete sich bevorzugt der Malerei von Gebirgslandschaften und Szenen des Lebens in und um seine Heimatstadt München. Er war über 25 Jahre Mitglied der Münchner Künstlergenossenschaft und stellte regelmäßig im Haus der Kunst aus.  1940 und 1941 war er mit zwei  Bildern auf der Großen Deutschen  Kunstausstellung in München vertreten.
Streichers bevorzugte Technik war die Ölmalerei. Das zwischen 1928 und 1974 geschaffene Œuvre umfasst rund 700 Ölgemälde sowie diverse Aquarelle und Kohlezeichnungen.